# Anarchytecture
Anarchytecture – szósty studyjny album brytyjskiej grupy rockowej Skunk Anansie, wydany przez wytwórnię Boogooyamma dnia 15 stycznia 2016.

## Lista utworów
1. Love Someone Else 3:31
2. Victim 4:16
3. Beauty Is Your Curse 3:41
4. Death to the Lovers 4:08
5. In the Back Room 3:39
6. Bullets 3:53
7. That Sinking Feeling 2:47
8. Without You 3:35
9. Suckers! 1:22
10. We Are the Flames 3:26
11. I'll Let You Down 3:30